# Władysław Bartoszewski

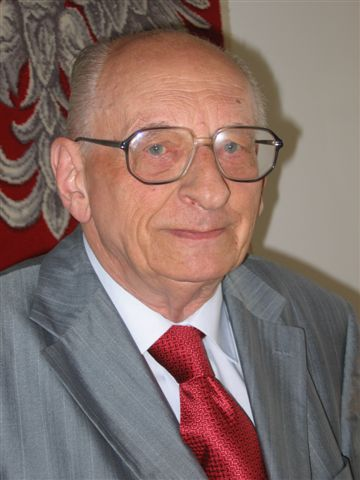
Władysław Bartoszewski (2006)

Władysław Bartoszewski ([vwaˈdɨswaf bartɔˈʃɛfskʲi] anhörenⓘ; * 19. Februar 1922 in Warschau; † 24. April 2015 ebenda) war ein polnischer Historiker, Publizist, Politiker und zweimaliger Außenminister Polens.

## Leben
Władysław Bartoszewski war der Sohn einer katholischen Beamtenfamilie. Im Frühjahr 1939 bestand er die Abiturprüfung an einem katholischen Gymnasium in Warschau.
Im September 1940 wurde er als 18-jähriger Abiturient bei einer Straßenrazzia von einer deutschen Streife festgenommen und als Gefangener mit der Häftlingsnummer 4427 ins Stammlager des KZ Auschwitz deportiert. Nach sechseinhalb Monaten wurde er im April 1941 von dort entlassen, laut eigener Darstellung auf Intervention des Polnischen Roten Kreuzes, da er schwer erkrankt gewesen sei. Bei der Entlassung aus dem KZ habe er seine Zivilkleidung und seine Geldbörse samt Inhalt vollständig zurückerhalten. Anschließend schloss er sich der Widerstandsbewegung gegen die deutsche Besatzung Polens an. Jan Karski machte ihn 1942 mit der Dichterin Zofia Kossak bekannt, die zu den Initiatoren der Hilfsorganisation Żegota gehörte, einer christlich-jüdischen Geheimorganisation, die durch die Ausgabe gefälschter Personalpapiere mehrere Tausend Juden rettete. Er nahm an Geheimtreffen der Organisatoren von Żegota und 1944 am Warschauer Aufstand teil. Er nahm an Kursen der „Fliegenden Universitäten“ im Fach Polonistik teil; sie fanden in Privatwohnungen statt, die deutschen Besatzer hatten alle höheren Bildungseinrichtungen für Polen geschlossen.
Nach Kriegsende nahm Bartoszewski ein Polonistik-Studium an der Universität Warschau auf. Er schloss sich der Bauernpartei (Polskie Stronnictwo Ludowe, PSL) an, der einzigen legalen Oppositionspartei gegen die Vorherrschaft der damals stalinistisch ausgerichteten Kommunisten. Er arbeitete ab Anfang 1946 kurze Zeit als Journalist für die PSL-Parteizeitung Gazeta Ludowa, geriet aber ins Visier der polnischen Staatssicherheit und verbrachte von November 1946 bis April 1948 und von Dezember 1949 bis August 1954 insgesamt über sechs Jahre im Gefängnis. 1955 wurde er rehabilitiert und konnte als Historiker und Publizist arbeiten.
Bartoszewski schrieb mehrere historische Werke, die sich mit der Reaktion der Polen auf den Holocaust auseinandersetzten.

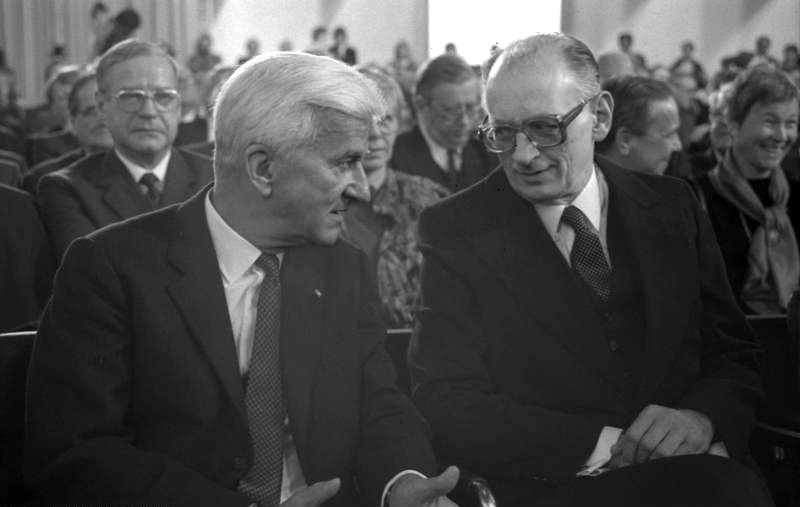
Władysław Bartoszewski (rechts) mit Bundespräsident Richard von Weizsäcker (1986)

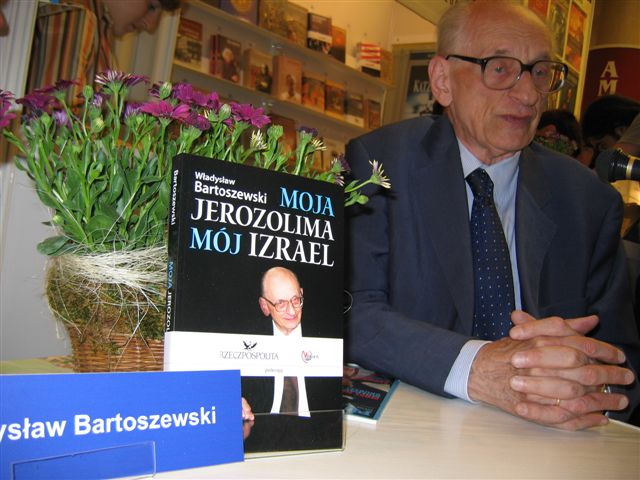
Bartoszewski bei einer Buchpräsentation

1980 engagierte sich Bartoszewski für die Demokratiebewegung um die Gewerkschaft Solidarność. Nach der Verhängung des Kriegsrechts wurde er 1981 erneut inhaftiert. Dank der Hilfe einer befreundeten Familie konnte er befreit werden. In den Folgejahren war Bartoszewski unter anderem Gastprofessor an der Ludwig-Maximilians-Universität München, KU Eichstätt und Universität Augsburg. Von 1990 bis 1995 war er polnischer Botschafter in Wien, ernannt von Präsident Lech Wałęsa. 1995 übernahm er in der Regierung von Józef Oleksy das Amt des Außenministers, trat jedoch zurück, als Aleksander Kwaśniewski zum Präsidenten gewählt wurde. Von Juni 2000 bis September 2001 war er erneut Außenminister Polens, diesmal in der Regierung von Jerzy Buzek.
2003 war Bartoszewski Schirmherr des XI. Forums der Else-Lasker-Schüler-Gesellschaft in Breslau. Mit diesem stellte sich erstmals eine deutsche Literaturgesellschaft in Polen programmatisch vor, um für die Idee eines Zentrums für verfolgte Künste zu werben, eine „zeitgemäße Form der Erinnerungsarbeit“ so Wladyslaw Bartoszewski. Diese Form eines „Zentrums“ hielt er für „politisch korrekt und notwendig“. Er hatte sich angeboten, im Falle der Realisierung die Eröffnungsrede zu halten. Das Zentrum für verfolgte Künste wurde 2015 in Solingen gegründet, die Eröffnungsrede hielt Bundestagspräsident Norbert Lammert.
Am 60. Jahrestag der Befreiung des Konzentrationslagers Auschwitz, am 27. Januar 2005, hielt Bartoszewski während der dortigen Gedenkveranstaltung eine viel beachtete Rede.
Im Parlamentswahlkampf 2007 nahm Bartoszewski Stellung für die oppositionelle Bürgerplattform PO. Während eines Wahlkampfauftrittes hielt er eine Rede, in der er der regierenden Partei PiS vorwarf, das Ansehen Polens in der Welt zu zerstören, zudem hielt er den von der Regierung eingesetzten Diplomaten vor, „Amateur-Diplomaten“ zu sein. Er betonte, er sei nun 85 Jahre alt und wolle in einem freien Polen sterben. Diese Rede wurde über die Grenzen Polens hinaus bekannt. Ab November 2007 war er Staatssekretär und außenpolitischer Berater des polnischen Ministerpräsidenten Donald Tusk. Bartoszewski sollte sich besonders um die polnisch-deutschen und die polnisch-jüdischen Beziehungen bemühen. In dieser Funktion äußerte er sich sehr kritisch zu dem in Berlin geplanten Zentrum gegen Vertreibung. Man werde den Dialog mit den Deutschen über die Geschichte suchen, sagte Bartoszewski kurz nach seiner Ernennung.

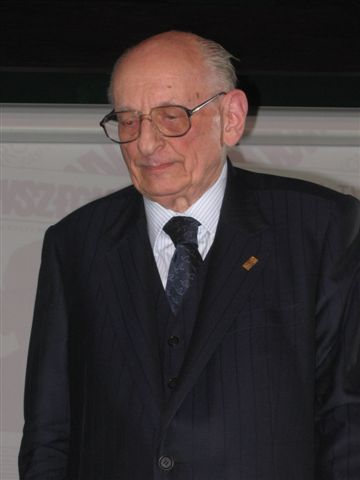
Władysław Bartoszewski (2007)

Im Interview für Gazeta Wyborcza am 13. August 2009 sagte er am Schluss:

„Wenn mir jemand, vor 60 Jahren, als ich geduckt auf dem Appellplatz des KZ Auschwitz stand, gesagt hätte, dass ich Deutsche, Bürger eines demokratischen und befreundeten Landes als Freunde haben werde, hätte ich ihn für einen Narren gehalten.“

Ab 2009 war Bartoszewski zudem Schirmherr von GFPS Polska, dem polnischen Partnerverein der GFPS – Gemeinschaft für studentischen Austausch in Mittel- und Osteuropa, die sich durch Austauschprogramme und weitere Veranstaltungen für die Verständigung zwischen Deutschland, Polen, Tschechien und Belarus einsetzt. Auch war er Mitglied des internationalen Preiskomitees der Adalbert-Stiftung.
Bartoszewski blieb trotz des hohen Alters aktiv. Noch am 19. April 2015 hielt er eine Rede anlässlich des 72. Jahrestages des Aufstandes im Warschauer Ghetto. Noch am Sterbetag verfasste der 93-jährige Bartoszewski vormittags den Text seiner Ansprache anlässlich des deutsch-polnischen Regierungstreffens, nachmittags war er gestorben. Er wurde am 4. Mai 2015 auf dem Powązki-Militärfriedhof (polnisch Cmentarz Wojskowy na Powązkach) in Anwesenheit der Staatspräsidenten Joachim Gauck und Bronisław Komorowski bestattet.

## Auszeichnungen und Ehrungen (Auswahl)
- 1965: Gerechter unter den Völkern
- 1981: Ehrendoktorwürde der Universität London
- 1982/83: Fellow am Wissenschaftskolleg zu Berlin[15]
- 1983: Herder-Preis, Wien
- 1984: Ehrendoktorwürde der Universität Baltimore
- Bartoszewski hat sich besonders um die deutsch-polnische Aussöhnung verdient gemacht und wurde 1986 mit dem Friedenspreis des Deutschen Buchhandels ausgezeichnet; die Laudatio hielt Hans Maier.[16]
- 1991 wurde Bartoszewski durch Richard von Weizsäcker das Große Bundesverdienstkreuz des Verdienstordens der Bundesrepublik Deutschland verliehen. Im gleichen Jahr wurde er als Ehrenbürger von Israel ausgezeichnet.[17][18]
- 1995: Großes Goldenes Ehrenzeichen am Bande für Verdienste um die Republik Österreich[19]
- 1995: Romano-Guardini-Preis
- 1996: Heinrich-Brauns-Preis und Heinrich-Heine-Preis der Stadt Düsseldorf
- 1997 erhielt Bartoszewski das Große Verdienstkreuz mit Stern des Verdienstordens der Bundesrepublik Deutschland überreicht. Unmittelbar nach seiner Ernennung zum Außenminister hielt er eine viel beachtete Rede im Deutschen Bundestag. Darin sprach er von einem „neuen Deutschland“, das die Vergangenheit positiv bewältigt hat.
- 1997: St.-Liborius-Medaille für Einheit und Frieden vom Erzbistum Paderborn.
- 1997 verlieh ihm Ministerpräsident Erwin Teufel die Verdienstmedaille des Landes Baden-Württemberg.
- 2001: Akademische Ehrenbürgerschaft der Universität Augsburg[20]
- 2001: Komtur mit Stern des Verdienstordens der Republik Ungarn
- 2001: Ehrendoktor der Philipps-Universität Marburg
- Am 3. September 2001 verlieh Johannes Rau ihm das Großkreuz des Verdienstordens der Bundesrepublik Deutschland.
- 2002: Humanismus-Preis des Deutschen Altphilologenverbands sowie den Eugen-Kogon-Preis.
- 2002: Ehrendoktorwürde der Universität Warschau
- 2002: Internationaler Brückepreis
- 2007: Jan-Nowak-Jeziorański-Preis der Botschaft der USA
- 2007 wurde ihm der Internationale Adalbert-Preis in Bratislava vom slowakischen Staatspräsidenten überreicht.
- 2008 erhielt Bartoszewski den mit 15.000 Euro dotierten ersten Europäischen Bürgerrechtspreis der Sinti und Roma.[21][22]
- 2008 Verleihung des Adam-Mickiewicz-Preises für Verdienste um die Deutsch-Französisch-Polnische Zusammenarbeit[23]
- 2008 Verleihung des Bürgerpreises der Stadt Kassel Glas der Vernunft
- 2008: Preis der Deutschen Gesellschaft e. V. für Verdienste um die deutsche und europäische Vereinigung.[24]
- 2009: Kaiser-Otto-Preis der Stadt Magdeburg
- 2009: Kommandeur der Ehrenlegion ernannt.[25]
- 2009 wurde er von Ministerpräsident Jürgen Rüttgers in der Abtei Brauweiler als erster Preisträger mit dem „Richeza-Preis“ des Landes NRW für seine herausragenden Verdienste um Verständigung und Versöhnung zwischen Deutschen und Polen ausgezeichnet.
- 2012: Orden des Weißen Doppelkreuzes 2. Klasse
- 2012: Ehrenbürger von Krakau
- 2013: Elie Wiesel Award, ausgestellt vom United States Holocaust Memorial Museum
- 2014: Medaille für besondere Verdienste um das Land Mecklenburg-Vorpommern im vereinten Europa und der Welt[26]
- 2014: Ehrenmitgliedschaft im Verein Weimarer Dreieck e. V.[27]
- 2014: Bayerischer Verdienstorden

## Veröffentlichungen (Auswahl)
Bartoszewski veröffentlichte über 40 Bücher und 1200 Artikel in unterschiedlichen Sprachen. Gegenstand seiner Werke sind meist der Zweite Weltkrieg und der Holocaust; sein erstes Buch befasste sich mit Erich von dem Bach-Zelewski. Außerdem schrieb er häufig über die Beziehungen zwischen Polen, Juden und Deutschen.
Die folgende Liste wurde auf erstes Erscheinungsdatum und Titel beschränkt, eine ausführliche Liste ist im polnischen Wikipedia-Eintrag enthalten.

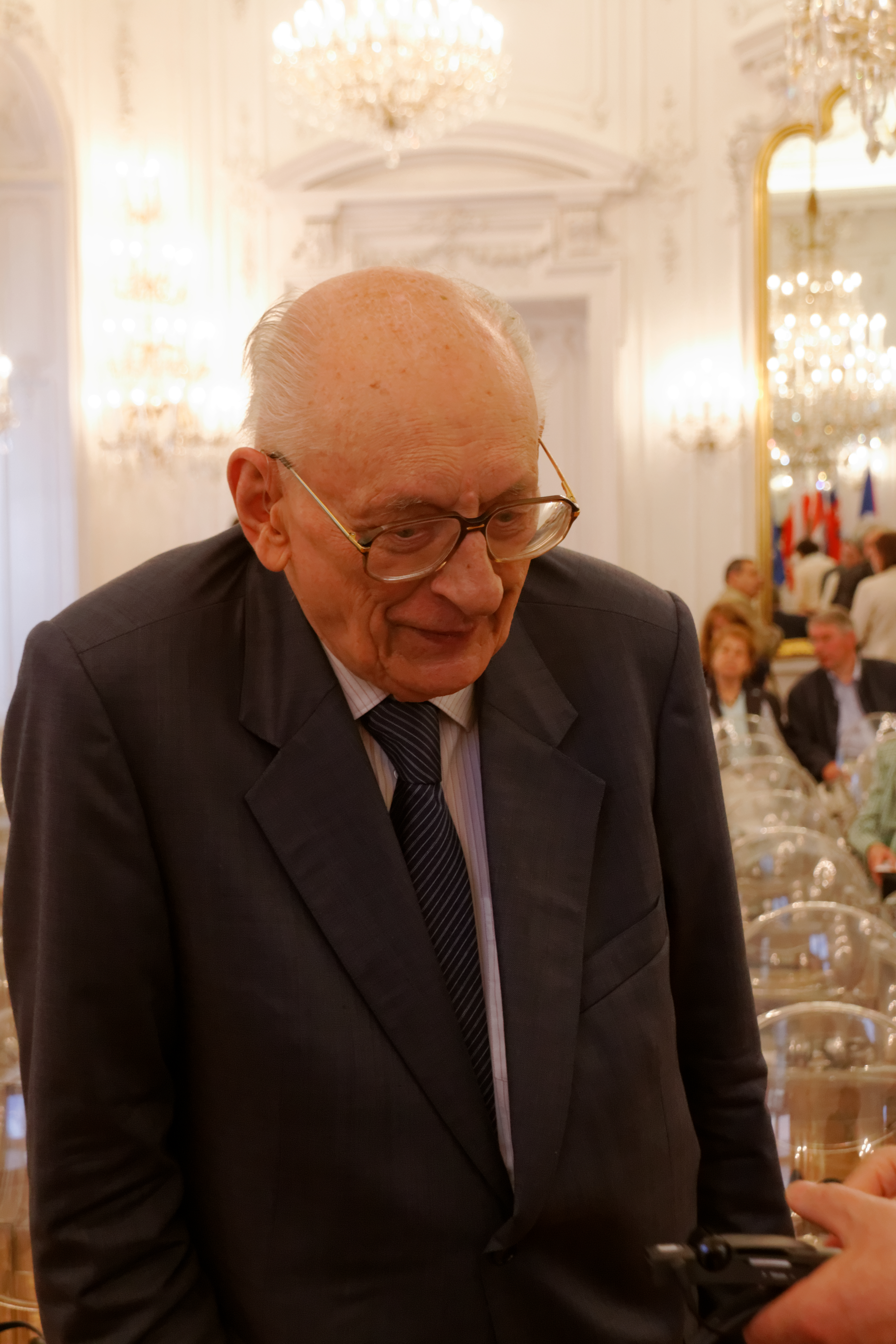
Bartoszewski in Budapest (2013)

### Schriften – polnisch
- 1961: Erich von dem Bach
- 1962: Konspiracyjne Varsaviana poetyckie 1939–1944: zarys informacyjny
- 1966: Organizacja małego sabotażu „Wawer“ w Warszawie (1940–1944)
- 1967: Ten jest z Ojczyzny mojej. Polacy z pomocą Żydom 1939–1945 (mit Zofia Lewinówna)
- 1967: Warszawski pierścień śmierci 1939–1944
- 1970: Kronika wydarzeń w Warszawie 1939–1949 (mit Bogdan Brzeziński und Leszek Moczulski)
- 1974: Ludność cywilna w Powstaniu Warszawskim. Prasa, druki ulotne i inne publikacje powstańcze I–III
- 1974: 1859 dni Warszawy (mit Aleksander Gieysztor)
- 1979: Polskie Państwo Podziemne
- 1983: Los Żydów Warszawy 1939–1943. W czterdziestą rocznicę powstania w getcie warszawskim
- 1984: Jesień nadziei: warto być przyzwoitym
- 1984: Dni walczącej stolicy. Kronika Powstania Warszawskiego
- 1985: Metody i praktyki Bezpieki w pierwszym dziesięcioleciu PRL (unter Pseudonym Jan Kowalski)
- 1986: Syndykat zbrodni (unter Pseudonym „ZZZ“)
- 1987: Na drodze do niepodległości
- 1988: Warto być przyzwoitym. Szkic do pamiętnika
- 1990: Warto być przyzwoitym. Teksty osobiste i nieosobiste
- 2001: Ponad podziałami. Wybrane przemówienia i wywiady – lipiec-grudzień 2000
- 2001: Wspólna europejska odpowiedzialność. Wybrane przemówienia i wywiady, styczeń–lipiec 2001
- 2005: Moja Jerozolima, mój Izrael. Władysław Bartoszewski w rozmowie z Joanną Szwedowską (mit Andrzej Paczkowski)
- 2006: Władysław Bartoszewski: wywiad-rzeka (mit Michał Komar)
- 2006: Dziennik z internowania. Jaworze 15. Dezember 1981 bis 19. April 1982
- 2010: O Niemcach i Polakach. Wspomnienia. Prognozy. Nadzieje (Wörtl.: Über Deutsche und Polen. Erinnerungen. Prognosen. Hoffnungen), ISBN 978-83-08-04422-3
- 2010: I była dzielnica żydowska w Warszawie (Wörtl.: Es war ein jüdisches Viertel in Warschau; mit Marek Edelman)
- 2022: Pędzę jak dziki tapir. Bartoszewski w 123 odsłonach (Anekdoten), ISBN 978-83-277-3005-3

### Schriften in deutscher Übersetzung
- 1967: Die polnische Untergrundpresse in den Jahren 1939 bis 1945.
- 1969: Der Todesring um Warschau 1939–1944. Bearb.: Wanda Symonowicz u. Halina Zawadzka.
- 1983: Das Warschauer Ghetto wie es wirklich war. Zeugenbericht eines Christen. Mit e. Einl. von Stanisław Lem u. Fotodokumenten. ISBN 978-3-596-30412-7
- 1983: Herbst der Hoffnungen: Es lohnt sich, anständig zu sein. Mit e. Nachw. hrsg. von Reinhold Lehmann
- 1986: Aus der Geschichte lernen? Aufsätze und Reden zur Kriegs- und Nachkriegsgeschichte Polens. Vorwort von Stanisław Lem. Aus d. Poln. von Nina Kozlowski u. Jens Reuter.
- 1987: Uns eint vergossenes Blut. Juden und Polen in der Zeit der Endlösung. Red., Bearb. u. Übers. von Nina Kozlowski (zuerst 1970), ISBN 3-10-004807-5.
- 1990: Polen und Juden in der Zeit der „Endlösung“.
- 1995: Es lohnt sich, anständig zu sein. ISBN 978-3-451-04449-6.
- 2000: Kein Frieden ohne Freiheit. Betrachtungen eines Zeitzeugen am Ende des Jahrhunderts. Mit einem Vorw. von Hans Koschnick. Aus dem Poln. übers. von Nina Kozlowski. ISBN 978-3-7890-6936-9.
- 2002: Die deutsch-polnischen Beziehungen – gestern, heute und morgen. Vorw. von Gerhard von Graevenitz.
- 2005: Und reiß uns den Hass aus der Seele. ISBN 978-83-8-665318-8.
- 2015: Mein Auschwitz. Schöningh Verlag, ISBN 978-3-506-78119-2.[28]